# Località bandiere blu in Italia (2009)
Elenco delle località italiane insignite della bandiera blu dalla FEE per l'anno 2009.

## Spiagge

### Basilicata
- Maratea

### Friuli-Venezia Giulia
- Grado
- Lignano Sabbiadoro

### Veneto
- Jesolo
- Caorle
- Bibione
- Eraclea
- Cavallino-Treporti
- Lido di Venezia

### Piemonte
- Cannero Riviera

### Liguria
- Camporosso
- Bordighera
- Finale Ligure
- Noli
- Spotorno
- Bergeggi
- Savona - Fornaci
- Albissola Marina
- Albisola Superiore
- Celle Ligure
- Varazze
- Chiavari
- Lavagna
- Moneglia
- Lerici
- Fiumaretta di Ameglia

### Emilia-Romagna
- Comacchio
- Cervia
- Lidi Ravennati
- Cesenatico
- San Mauro Pascoli
- Bellaria Igea Marina
- Rimini
- Cattolica

### Toscana
- Forte dei Marmi
- Pietrasanta
- Camaiore
- Viareggio
- Pisa: Marina di Pisa, Tirrenia, Calambrone
- Livorno: Antignano e Quercianella
- Rosignano Marittimo: Castiglioncello e Vada
- Cecina
- Bibbona: Marina di Bibbona
- Castagneto Carducci
- San Vincenzo
- Area naturale protetta di interesse locale Sterpaia
- Follonica
- Castiglione della Pescaia
- Grosseto: Marina di Grosseto e Principina a Mare
- Monte Argentario

### Marche
- Gabicce Mare
- Pesaro
- Fano
- Mondolfo
- Senigallia
- Sirolo
- Numana
- Porto Recanati
- Potenza Picena
- Porto Sant'Elpidio
- Fermo
- Porto San Giorgio
- Cupra Marittima
- Grottammare
- San Benedetto del Tronto

### Lazio
- Sabaudia
- San Felice Circeo
- Sperlonga
- Gaeta

### Abruzzo
- Martinsicuro
- Alba Adriatica
- Tortoreto
- Giulianova
- Roseto degli Abruzzi
- Pineto
- Silvi
- Francavilla al Mare
- Rocca San Giovanni
- Fossacesia
- Vasto
- San Salvo
- Scanno

### Molise
- Termoli

### Campania
- Massa Lubrense
- Positano
- Agropoli
- Castellabate
- Montecorice-Agnone Cilento
- Pollica - Acciaroli e Pioppi
- Casal Velino
- Ascea
- Pisciotta
- Centola - Palinuro
- Vibonati - Villammare
- Sapri

### Puglia
- Rodi Garganico
- Polignano a Mare
- Ostuni
- Castellaneta
- Ginosa
- Castro
- Salve

### Calabria
- Cariati
- Cirò Marina
- Roccella Jonica
- Marina di Gioiosa Jonica

### Sicilia
- Marina di Cottone, Fiumefreddo di Sicilia
- Ragusa - Marina di Ragusa
- Menfi
- Pozzallo - Pietre Nere e Raganzino

### Sardegna
- Santa Teresa Gallura - Rena Bianca
- La Maddalena - Spalmatore e Punta Tegge

## Approdi Turistici

### Campania
- Sudcantieri-Pozzuoli
- Porto turistico di Capri
- Porto turistico di Acciaroli
- Marina di Camerota

### Liguria
- Vecchia darsena di Savona

### Sicilia
- Marina di Portorosa, Furnari